# Nathaniel Seiler
Nathaniel Seiler (* 6. April 1996 in Baden-Baden) ist ein deutscher Leichtathlet in der Disziplin Gehen.

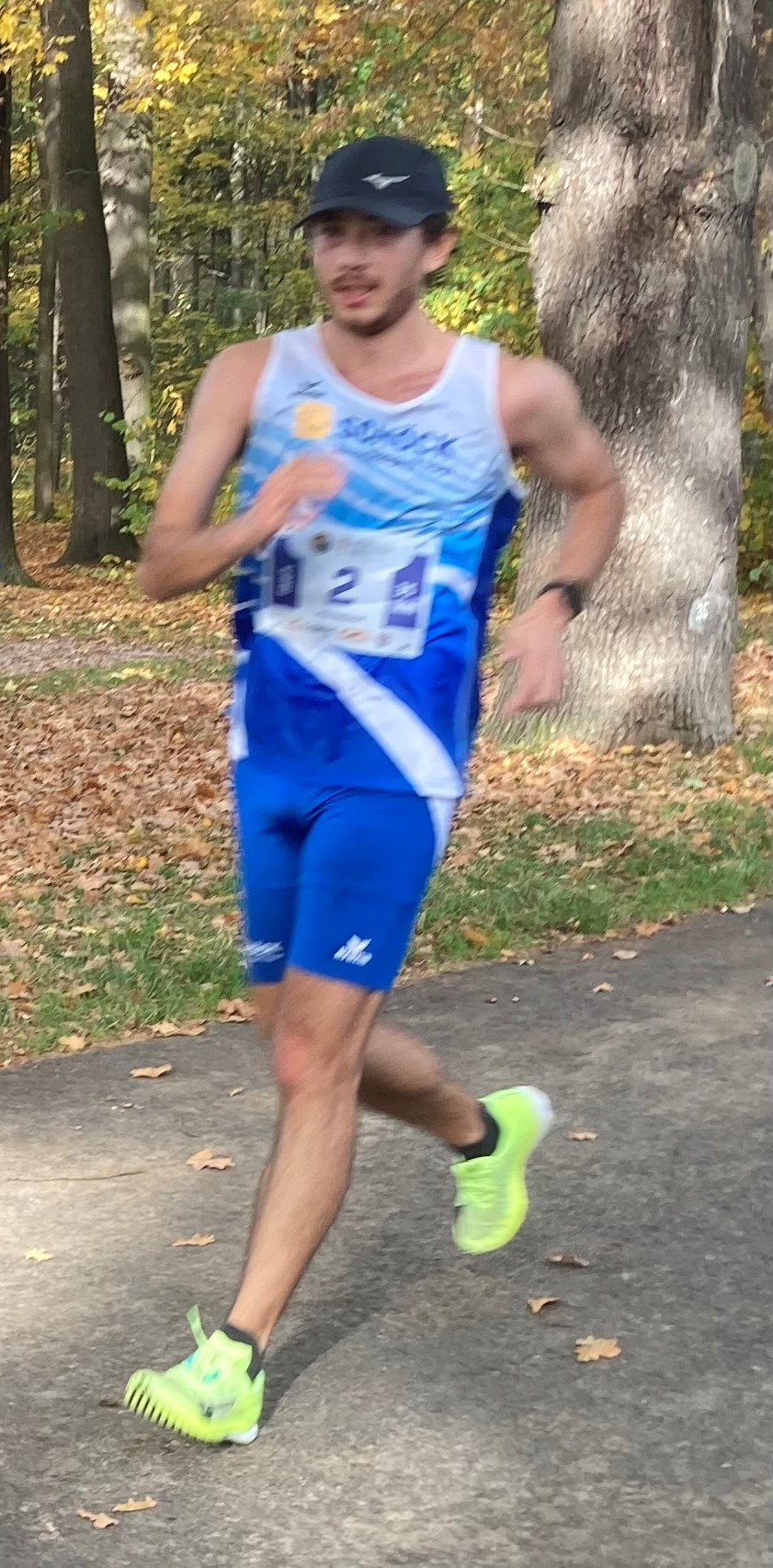
Nathaniel Seiler beim Straßengehen in Zittau (2022)

## Sportliche Karriere
Seiler startet sowohl im Bahngehen als auch im Straßengehen. In beiden Disziplinen konnte er bereits nationale und internationale Erfolge erzielen.

### Bahngehen
Bei den Deutschen Meisterschaften 2016 im 10.000-Meter-Bahngehen in Bühlertal belegte Seiler in einer Zeit von 41:15,57 min hinter Christopher Linke (SC Potsdam) und Carl Dohmann (SCL Heel Baden-Baden) den Bronzerang.

### Straßengehen
Seiler startete bei den Deutschen Meisterschaften 2016 im 50-km-Gehen in Andernach. Er belegte in einer Zeit von 3:58:03 h den Bronzerang hinter Carl Dohmann (SCL Heel Baden-Baden) und Karl Junghannß (Erfurter LAC).
Bei den Deutschen Meisterschaften 2017 im 50-km-Gehen in Gleina wurde Seiler in einer Zeit von 4:00:43 h erstmalig Deutscher Meister vor Jonathan Hilbert (LG Ohra Energie) und Denis Franke (TV Bühlertal). 2019 startete Seiler bei den Weltmeisterschaften in Doha (Katar) im 50-km-Gehen, konnte aber aufgrund einer Disqualifikation aus medizinischen Gründen wegen der extremen klimatischen Bedingungen den Wettkampf nicht beenden.
Die Deutschen Meisterschaften 2021 im Straßengehen fanden am 10. April 2021 in Frankfurt am Main statt. Aufgrund der COVID-19-Pandemie konnten ausschließlich Bundeskader-Athletinnen und Bundeskader-Athleten teilnehmen. Seiler wurde im 50-km-Gehen hinter Jonathan Hilbert Deutscher Vizemeister.
Die Olympischen Spiele 2020 in Tokio wurden aufgrund der COVID-19-Pandemie um ein Jahr verschoben. Seiler erreichte im 50-km-Gehen den 42. Platz.
Seiler wurde 2021 für die Team-Europameisterschaften der Geher in Podebrady (Tschechien) nominiert. Er belegte dort im 50-km-Straßengehen mit seiner Zeit von 3:51:48 h den sechsten Platz. Seiler belegte in der Mannschaftswertung mit dem deutschen Team den zweiten Platz. Das deutsche Team gewann somit nur einen Punkt hinter dem Team-Europameister Italien liegend die Silbermedaille.
Bei der Team-Weltmeisterschaften im Gehen 2022 in Maskat (Oman) startete Seiler erstmalig bei einer internationalen Meisterschaft im 35-km-Gehen. Seiler belegte in der Mannschaftswertung mit dem deutschen Team den Bronzerang. Im gleichen Jahr stellte Seiler beim Internationalen Gehsportmeeting in Zittau, einer Veranstaltung der World Athletics Race Walking Tour, im 35-km-Straßengehen eine neue persönliche Bestzeit von 2:35:55 h auf.
Bei den Deutschen Meisterschaften 2023 in Erfurt belegte Seiler im 35-km-Gehen in einer Zeit von 2:33:37 h den dritten Platz hinter Karl Junghannß (LC Top Team Thüringen) und Carl Dohmann (SCL Heel Baden-Baden).

## Erfolge
Seiler startet sowohl im Bahngehen als auch im Straßengehen. In beiden Disziplinen konnte er bereits nationale und internationale Erfolge erzielen.

### International
- 2021: 2. Platz in der Mannschaftswertung bei der Team-EM der Geher im 50-km-Gehen
- 2021: 42. Platz bei den Olympischen Spielen im 50-km-Gehen

### National
- 2016: 3. Platz bei den Deutschen Meisterschaften im 50-km-Gehen
- 2016: 3. Platz bei den Deutschen Meisterschaften im 10.000-Meter-Bahngehen
- 2017: Deutscher Meister im 50-km-Gehen
- 2021: Deutscher Vizemeister im 50-km-Gehen
- 2023: 3. Platz bei den Deutschen Meisterschaften im 35-km-Gehen

## Persönliche Bestzeiten
- 3000 m Bahngehen: 13:19,91 min, 15. September 2021 in  Freiburg im Breisgau
- 5000 m Bahngehen: 21:41,51 min, 26. September 2021 in  Baden-Baden
- 10.000 m Bahngehen: 41:15,57 min, 11. Juni 2016 in  Bühlertal
- 10-km-Gehen: 42:12 min, 17. Mai 2015 in  Murcia
- 20-km-Gehen: 1:22:48 h, 23. April 2017 in  Naumburg (Saale)
- 30-km-Gehen: 2:20:22 h, 14. Oktober 2017 in  Gleina
- 35-km-Gehen: 2:33:37 h, 15. April 2023 in  Erfurt
- 50-km-Gehen: 3:48:44 h, 10. April 2021 in  Frankfurt am Main